# Fernando Sánchez Mayáns
Fernando Sánchez Mayáns (San Francisco de Campeche, 1 de mayo de 1923-Ciudad de México, 27 de diciembre de 2007) fue un diplomático, profesor, poeta, ensayista y dramaturgo mexicano. Ocupó diversos cargos públicos como diplomático y en el Instituto Nacional de Bellas Artes. Entre sus obras de teatro destacan "La violenta visita" y "Las alas del pez", 1960, mientras que entre sus libros de poesía se cuenta "La palabra callada", "18 pronunciaciones", "Soledades de la memoria", "La muerte de la rosa", entre muchos otros. Otras de sus obras teatrales puestas en escena son: Cuarteto deshonesto, 1962; El pequeño juicio, 1968; Un joven drama, 1966; Un extraño laberinto, 1971 (Roma, 1976); La bronca, 1982; Sentencia conyugal, 2002. Sánchez Mayáns estuvo becado por el gobierno de Estados Unidos para estudiar en las universidades de Harvard, Yale y Nueva York.
Entre sus numerosas distinciones destacan: Premio Nacional de Teatro 1951 por Decir lo de la primavera; Premio Fiestas de Primavera del Departamento del Distrito Federal, 1951; Premio de El Nacional 1959: Premio Juan Ruiz de Alarcón a la mejor obra del año 1960, por Las alas del pez: Premio Nacional de Teatro 1962. En el 2004 le fue otorgada la Medalla de Bellas Artes por su trayectoria como dramaturgo, poeta y promotor de la cultura mexicana en el extranjero.
En 2005, recibió la medalla "Justo Sierra Méndez", la más alta presea que otorga el gobierno de Campeche (México).